# Илиян Банев
Илиян Банев е български футболист, нападател. Роден е на 28 май 1970 г. в Бургас.

## Кариера
Висок е 178 см и тежи 74 кг. Играл е за Черноморец, Несебър, Нефтохимик, Ботев (Пловдив) и Поморие. Вицешампион през 1997 и носител на Купата на ПФЛ през 1996 и 1997 с Нафтекс и полуфиналист за купата на страната през 2000 г. с Черноморец. Голмайстор на Югоизточната В група през 2006 г. с 36 гола за Черноморец. В А група има 119 мача и 17 гола.

## Статистика по сезони
- Черноморец – 1990/91 – А група, 5 мача/1 гол
- Черноморец – 1991/92 – А група, 12/2
- Черноморец – 1992/93 – А група, 19/4
- Несебър – 1993/94 – Б група, 21/5
- Несебър – 1994/95 – Б група, 27/6
- Нефтохимик – 1995/96 – А група, 12/1
- Нефтохимик – 1996/97 – А група, 14/2
- Черноморец – 1997/98 – Б група, 23/2
- Ботев (Пд) – 1998/ес. - А група, 7/0
- Черноморец – 1999/пр. - Б група, 14/3
- Черноморец – 1999/00 – А група, 21/4
- Черноморец – 2000/01 – А група, 14/1
- Черноморец – 2001/02 – А група, 15/2
- Поморие – 2002/03 – В група, 26/14
- Поморие – 2003/04 – В група, 29/19
- Поморие – 2004/05 – Б група, 30/16
- Черноморец 919 – 2005/06 – В група, 30/36
- Нефтохимик – 2009/10 – В група, 10/?